# Juan Calabria
Juan Calabria (Giovanni Calabria en italiano) (8 de octubre de 1873, Verona – 4 de diciembre de 1954 en Verona) fue un sacerdote italiano fundador de las Congregaciones de los Pobres Siervos de la Divina Providencia (psdp) y la rama femenina de las Pobres Siervas de la Divina Providencia) (psdp) cuyo carisma es "Reavivar en el mundo la fe y confianza en Dios Padre Providente."
Fue canonizado en 1999 por el papa Juan Pablo II.

## Biografía
Nace en el seno de una familia humilde, séptimo  hijo de Luis, zapatero, y de Angela Foschio, empleada de servicio doméstico.A la muerte de su padre, tuvo que abandonar los estudios primarios para trabajar como ayudante. El rector de san Lorenzo, el padre Pedro Scapini, descubrió su vocación sacerdotal y lo preparó en privado para los exámenes de acceso al seminario, institución que tendría que abandonar cuatro años más tarde para el servicio militar. Allí, se hace famoso por ofrecerse voluntario para los trabajos más desagradables y peligrosos, ganándose el respeto y la admiración de sus compañeros, a los que acercó a la fe. Por ello, Juan consideraba estos años como "los más hermosos de su vida".
En 1897 rescata de la calle a un niño pobre de origen gitano, lo que le dará la idea para fundar un año más tarde la Pía Unión para la Asistencia de los Enfermos Pobres.
Es ordenado sacerdote el 11 de agosto de 1901, y se entrega a la confesión y a la acogida de deshollinadores y chicos abandonados. También se le conoce por su labor asistencial en cárceles.
El 11 de febrero de 1932 obtiene licencia del obispo la "Congregación de los Pobres Siervos de la Divina Providencia", formada por un grupo de jóvenes que lo habían seguido.
En 1944 funda la Familia de los Hermanos Externos, formada exclusivamente por laicos que intentaban vivir la santidad en su vida diaria.
Escribió artículos en libros y periódicos destinados al clero, en una serie llamada La hora decisiva. Estaba obsesionado con la santidad, como se demuestra en su diario ("O santo o muerto").
Preocupado por la unidad de los cristianos, escribió mucho al respecto y mantuvo relaciones amistosas con protestantes y ortodoxos. El pastor luterano Sune Wiman de Eskilstuna (Suiza), que mantuvo con él abundante intercambio epistolar, escribió a Pablo VI el 6 de marzo de 1964 para pedir la canonización de su amigo.
Calabria mantuvo también  intercambio de cartas con el escritor inglés C. S. Lewis.
Murió el 4 de diciembre de 1954 con 81 años. Dos días antes había ofrecido públicamente su vida por la de Pío XII, que se hallaba gravemente enfermo y que se recuperaría el mismo día de la muerte del santo, para vivir otros cuatro años más. Pío XII lo consideró "campeón de evangélica caridad" y el beato  cardenal Schuster hizo esculpir sobre su tumba las palabras: "Resplandeció como un faro luminoso en la Iglesia de Dios".